# オープンソースソフトウェアのビジネスモデル
オープンソースソフトウェアのビジネスモデルは、オープンソースソフトウェアを用いたビジネスモデルである。
オープンソースソフトウェアは、それそのもののアプリケーションおよび非オープンソースのアプリケーションのコンポーネントとして用いられ、多くのソフトウェアベンダー（ISV）、ハードウェアベンダー（OEM、ODM）、ライセンスセラー（VAR）は彼らの製品、ソフトウェア、サービスにオープンソースソフトウェアのフレームワーク、ライブラリ、モジュールを利用している。一方で、オープンソースソフトウェアはソフトウェアのソースコードを開示し、利用、修正、再頒布を認めるという特性から収益を得るビジネスモデルを成立させることが難しく、様々な手法でのビジネスモデルの確立が試行されている。

## 利点
オープンソースソフトウェアの製品、サービスでビジネスモデルを構築することには幾つかの利点がある。
オープンソースソフトウェアは、無償で利用できる、目的に併せて改変できる、コミュニティによって新しいバグが即座に修正されるという3つの利点を利用者にアピールしている。利用者（企業）はそれらの利点をエンドユーザーに伝え、更により良い製品として追加機能、コンテンツを有償製品として販売する。
オープンソースソフトウェアでソフトウェアを公開し、利用者を増やすことで市場シェアを伸ばすことができる。独自のソフトウェアで多くのビジネスを行っていたにもかかわらず、OracleやIBMなどの一部の企業は、ソフトウェアの独占権を抑え、市場シェアの一部を占めるために、オープンソースソフトウェアの開発に参加している。Netscapeの行動がこれの一例であり、Mozilla Firefoxが普及し、Internet Explorerから市場シェアを獲得した。

## 手法

### デュアルライセンシング
デュアルライセンシングは、ソフトウェアにデュアルライセンスでオープンソースライセンスと商用ライセンスを併用する。企業はオープンソースソフトウェアで開発を続けながら商用製品で収益をあげる。利用者はオープンソース版で無償で基本的な機能を持つソフトウェアを使うことができ、商用版ではより良い機能を持つソフトウェアを使うことができる。利用者はオープンソース版で製品の概略を知り、商用採用時にはテクニカルサポートやサービスサポートを受ける。
代表的な例としては、OracleのMySQLがあり、この製品はGPLv2と商用ライセンスを併用している 。他にはSleepycat Licenseがある。Flaskの開発者であるアーミン・ロンチャーは商用ライセンスを併用したデュアルライセンスの恐るべき成功事例として、MongoDB、RethinkDB、OpenERP、SugarCRM、WURFLを挙げた。

### サービスサポートビジネス
ソフトウェアそのものよりも、トレーニング、テクニカルサポート、コンサルティングをサービスサポートとして販売して利益を得るビジネスモデルがある。例えば、ソフトウェアのソースコードは無償で公開したまま、実行ファイルは購入者のみに提供する、もしくはコンパイルやパッケージングを手助けすることを有償サービスサポートとする手法がある。同様に、物理的なインストールメディア（例えばDVDやUSBメモリ）は有償サービスサポートとなりうる。
Red HatやCanonical Ltd.、IBMはそれらの手法でオープンソースソフトウェアのビジネスモデルを確立している。更に特異な例としてはRevolution Analyticsがある。

### ブランドグッズビジネス
オープンソース企業のMozilla Foundationやウィキメディア財団はTシャツやコーヒーカップのようなブランドグッズを販売している。これはユーザコミュニティへの追加サービスと見なすこともできる。

### 証明書と商標の使用販売
オープンソースの学習管理システムとコミュニティプラットフォームであるMoodleは革新的なモデルを作った。Moodleのビジネスモデルは、承認された商用パートナーに限りMoodleの名前とロゴを使用する権限が与えられ、商用パートナーは収益の一部をシステム開発のためにMoodle Trustへ提供する。

### SaaSの販売
オンラインアカウントのサブスクリプションとサービス利用の販売はオープンソースソフトウェアを用いたビジネスモデルの一つである。オープンソースソフトウェア自身のバイナリやソースコードをリリースしないASPやSaaSは、AGPLのような例外は除き 、多くのオープンソースライセンスで互換性がある。

### 投資団体との提携
行政機関、大学、企業、非営利団体は内部的もしくは非公開でオープンソースソフトウェアのソースコードを使った独自の開発をしている。そのような組織はgrants、stipends、Google's Summer of Codeなどのオープンソースソフトウェア開発をサポートしている。

### ドネーションウェア
ドネーションウェアは開発者が利用者の任意での寄付（ドネーション）を受け取り、その寄付を収益の一環とする。2011年より、SourceForge.netは利用者からホスティングしているプロジェクトへ寄付する仕組みを追加した。同様に、2012年にはイラストレーション・ソフトウェア・クリエイターは利用者からオープンソースソフトウェア開発者へ寄付する仕組みを提供していた。インターネットマイクロペイメントシステムであるPayPal、Flattr、ビットコインが寄付の仕組みを手助けしている。
知られている非常に大きな寄付キャンペーンは、2004年、Mozilla FoundationによるFirefox バージョン1.0の開発のためのもので、12月16日のニューヨーク・タイムズに2ページに渡って多くの寄付をした人の名前が並べられた。DaDaBIKはダウンロード時に少額の寄付を求めている。

### バウンティドリブン開発
幾つかソフトウェア製品のユーザーはオープンソースバウンティに期待する機能の実装のために予算を投資し、確保している。基金としてのバウンティ（褒賞金）は2000年頃より始まっており、オープンソースソフトウェアに関わる企業や団体による機能追加やバグ改修のためのバウンティプログラムも存在する。
2003年にBountysourceはオープンソースソフトウェアのビジネスモデルを提供するウェブプラットフォームとして立ち上げられた。2004年からMozilla Foundationはセキュリティバグ改修に対して、フリーランスプログラマへの基金と報奨を出している。

### クラウドファンディング
オープンソースソフトウェアのための基金の機会として予約販売やプラエニュマレーションに似たクラウドファンディングがある。クラウドファンディングはKickstarter、Indiegogo、Bountysourceなどのウェブプラットフォームの団体が支援している。クラウドファンディングを活用する場合は、開発するソフトウェアの目標を利用者に示し、それに対する賛意から寄付、投資、購入として基金を募る。
カノニカルが開発を計画したUbuntu EdgeへのクラウドファンディングはIndiegogoで行われ、目標金額3,200万米ドルと非常に大きな規模のものだった。

### アドウェア
オープンソースソフトウェアで作られたアプリケーションで広告を扱うことで、広告代理店もしくは広告表示操作でビジネスモデルを構築する。MozillaやGoogle、カノニカルはソフトウェアで広告を表示するアドウェアによる経済モデルへ向かっている。SourceForge.netは彼らのウェブサイトにバナー広告を設置することで、バナー広告の表示を求める企業からの収益モデルを確立している。SourceForge.netは、2006年の四半期には650万ドル、2009年には2,300万ドルの利益を報告した。オープンソースソフトウェアのアプリケーションであるAdblock Plusは広告表示の抑制を回避するホワイトリストにGoogleの広告を追加することを条件にGoogleから支払いを受けている。

### 有償拡張機能の販売
幾つか企業はオープンソースソフトウェア製品の拡張機能、モジュール、プラグイン、アドオンを有償で販売している。これはオープンソースライセンスの「ライセンスの互換性」に対する技術的に十分に慎重なアプローチである。例えば、商用ソースコードとオープンソースライセンスのソースコードを静的リンクライブラリでリンクもしくは全てのソースコードを混同してコンパイルすると、ライセンス感染を起こしライセンス違反となる可能性がある。個々のソースコードの機能をインターフェースで分離し、動的リンクライブラリでリンクすることでライセンス違反を回避する。これはフリーミアムビジネスモデルの一種である。有償ソフトウェアは、インフラやプラットフォームをより効果的かつ効率的に運用したり、より良い管理をしたり、より良いセキュリティを確保するなど、顧客のデータ、インフラ、プラットフォームの価値をより高めることを目的としている。有償製品で得た利益や技術をオープンソースソフトウェアへ還元する企業もある。
Linuxのオープンソースエコシステムに貢献しているIBMのLinux Technology Centerはオープンソース上で動作するデータベースソフトウェア、ミドルウェア、その他ソフトウェアを顧客に提供している。その他のオープンソースソフトウェア上の有償製品としてはRed Hat Enterprise LinuxやClouderaのApache Hadoopをベースとしたソフトウェアがある。Digiumのような企業はオープンソースソフトウェアを制御するデジタル回路ハードウェアを販売している。Active Agendaは無償で提供されているが、すべての拡張機能は一般公開されている必要がある。このプロジェクトでは、拡張機能の非公開を希望する開発者に「Non-Reciprocal Private License」を販売している。OracleはVirtualBox本体をGPLで公開し、Oracle VM VirtualBox Extension Packを有償販売した。

### 有償コンテンツの販売
有償拡張機能の一種として、ビデオゲームの楽曲、画像、その他リソースのコンテンツを販売するオープンソースソフトウェアを使ったソフトウェアモデルがある。このアプローチは多くのオープンソースライセンスで完全に合法かつ互換性があり、ユーザーはソフトウェア製品を正しく実行するためにはコンテンツを購入しなければならない。ソフトウェアを実行するためのコンテンツに課せられるライセンスは再頒布、再販売は認められていない。
Kot-in-Action Creative Artelのビデオゲーム『Steam Storm』はGPLv2のエンジンとCC BY-NC-SA 3.0のアートワークを利用している。Frogatto & Friendsは自社製オープンソースソフトウェアのエンジンを利用し、ゲームコンテンツは有償で販売している。Arkane Studiosの『Arx Fatalis』とFlat Rock Softwareの『Catacomb 3-D』はリリース後、ソースコードを公開しているが、権利のあるコンテンツとバイナリはgog.comでダウンロード販売が続いている。

### 有償アップデートの販売
基本的な機能を実装した時点でのソフトウェアはオープンソースライセンスとしておき、機能が整うnバージョンからn+1バージョンにアップデートする際に有償ライセンスに切り替える。ユーザーは引き続きオープンソースソフトウェアのバージョンを使い続けられるが、新しいバージョンへアップデートする場合は、データのエクスポート、新しいバージョンのソフトウェアの再インストール、データのインポートが必要である。このような手法は自由ソフトウェアの思想に反しており、フリーソフトウェア財団のリチャード・ストールマンは「diachronically trapped software」と名付けて批判した。

### 有償ライセンスでの販売
ソフトウェア製品を自身のソフトウェアおよびパーミッシブ・ライセンスの基で使用する場合、企業はそのソフトウェア製品を有償ライセンスで再ライセンスし、ソースコードの公開を伴わず製品を販売することができる。
Appleはこの手法を積極的に利用しており、BSDライセンスでBSDのカーネルを用いたDarwinを公開し、同時にMac OSを販売した。CodeWeaversはWineをベースにしたCrossOverを販売した。

### ハードウェアの販売
オープンソースソフトウェアをハードウェアを制御するソフトウェアとして利用し、ハードウェア製品を販売する。この場合、制御ソフトウェアは無償で公開されているが、デジタル制御基板やデバイス、ガジェットは有償である。ユーザーが修正したバージョンを実行できなくするオープンソースソフトウェアとハードウェアのバンドルはTiVo化と呼ばれ、そのような行為を禁止しているGPLv3を除き、多くのオープンソースライセンスで合法である。
Asteriskは構内交換機にオープンソースソフトウェアを利用している。GoogleはOSにLinuxを使い、スマートフォンであるGoogle Nexusを販売した。

### ソースコードの難読化
重要な企業秘密、知的財産、技術のノウハウを保護しながら、オープンソースソフトウェアで商用化を実現する手法にソースコードの難読化がある。作者が利用者にソースコードを利用されたくない場合など、難読化された形式でソースコードをリリースする。この手法は、自由ソフトウェアの思想に反することなく、秘匿されたソフトウェアとして販売するために使用される。オープンソースソフトウェアのグラフィックカードのデバイスドライバで、Nvidiaなどのいくつかのケースで使用されている。
自由ソフトウェアコミュニティでは、コピーレフトライセンスへの違反性について議論されている。一般的な見解は、非倫理的ではあるものの、違反とはみなされていない。フリーソフトウェア財団は難読化コードに対抗しており 、GPLv2では「ソースコード」を「それを改変するための作業に適した形態」と定義し、難読化コードのリリースを防ごうとしている。

### オープンソース化の延滞
幾つかの企業は最新版のソフトウェアは購入した顧客にのみリリースする。クローズドソースの機能追加する場合は非コピーレフトのプロジェクトにフォークして、ソフトウェアを販売する。ある程度の期間が経過した後、アップストリーム (ソフトウェア開発)へパッチとしてクローズドソースだった機能を追加して、オープンソースソフトウェアとして公開する。このような手法はバージョンラギング（英: version lagging）、タイムディレイイング（英: time delaying）と呼ばれる。この手法は、コード監査のためなどのソースコードを公開するライセンシーにとってはクローズドプラットフォームや計画的陳腐化の思慮が不要で、ソフトウェア開発者にとっては時間制限のある商業化が可能である。
MariaDBは自社製品のMariaDB MaxScaleをオープンソース化の延滞に対応した3年後に自動的にGPLで再ライセンスされるビジネスソースライセンス（英: Business Source License、略称: BSL）でリリースした。

### 終焉時のオープンソースソフトウェア
商業終焉時のオープンソースソフトウェア化の極端な事例として、id Softwareや3D Realmsなどによって普及させられている、長期の商業期間と投資利益の回収を終えた後に幾つかの製品をオープンソースソフトウェアとしてリリースするビジネスモデルがある。ソフトウェアが商用としての終わりを迎えた時にソースコードを公開する会社の動機は、ソフトウェアがユーザサポートをしないアバンダンウェアとなることや、時代遅れとなり忘れ去られることを防ぐためである。ソースコードを公開することによりユーザコミュニティはオープンソースソフトウェアプロジェクトとして彼ら自身でユーザサポートを続けたり、開発を継続して時代遅れとなることを防ぐ機会を得ることができる。ビデオゲーム業界ではソースコードが利用可能な商業ビデオゲームの一覧にあるように多くの事例が存在する。
ゲーム以外の事例としては、1998年にオープンソースソフトウェアとなったネットスケープ・ナビゲーターや、2000年10月にオープンソースソフトウェアとなったサン・マイクロシステムズのスター・スイートがある。両ソフトウェアはオープンソースソフトウェアプロジェクトの重要な基礎となり、Mozilla FirefoxとLibreOfficeの名前で開発が続行した。ただし、Mozilla Firefoxは最終的には異なるビジネスモデルを確立して収益を得ているため、正確には商業終焉というわけではない。